# Irische Badmintonmeisterschaft 1978
Die Irische Badmintonmeisterschaft 1978 fand bereits im Dezember 1977 in Craigavon statt.

## Finalergebnisse
| Disziplin    | Sieger                        | Finalist                         | Ergebnis          |
| ------------ | ----------------------------- | -------------------------------- | ----------------- |
| Herreneinzel | Colin Bell                    | Brien McKee                      | 15-3, 15-4        |
| Dameneinzel  | Dorothy Cunningham            | E. Thompson                      | 11-9, 11-2        |
| Herrendoppel | Frazer Evans John Scott       | Bill Thompson Clifford McIlwaine |                   |
| Damendoppel  | Mary Dinan Wendy Orr          | Dorothy Cunningham E. Thompson   | 15-10, 8-15, 15-4 |
| Mixed        | John Scott Dorothy Cunningham | Frazer Evans L. Gaston           | 15-5, 15-1        |